# Marco Aurélio Bellizze
Marco Aurélio Bellizze Oliveira (Rio de Janeiro, 4 de janeiro de 1964) é um magistrado brasileiro, atual ministro do Superior Tribunal de Justiça (STJ).

## Carreira
Marco Aurélio Bellizze formou-se em direito pela Universidade Estácio de Sá em 1985, concluindo mestrado pela mesma instituição em 2003. Cursou, também, especialização em Gestão e Planejamento Estratégico na Fundação Getúlio Vargas e Altos Estudos de Política e Estratégia na Escola Superior de Guerra do Ministério da Defesa.
De 1987 até 1990, foi advogado e procurador do Município do Rio de Janeiro. Em 1990, foi aprovado em 1º lugar para ingresso na magistratura como juiz de direito substituto e também nos concursos públicos para os cargos de promotor de Justiça do Ministério Público do Rio de Janeiro, optando por seguir a carreira da magistratura. Foi promovido, pelo critério de merecimento, a desembargador do Tribunal de Justiça do Rio de Janeiro em 2004.
Em 2011, foi nomeado ministro do STJ, em vaga destinada a membro de Tribunal de Justiça estadual.